# Арора, Малаика
Малаика Арора (хинди मलाइका अरोड़ा, англ. Malaika Arora, род. 23 августа 1973 года, Тхане, Индия) — индийская актриса, танцовщица, телеведущая и виджей. Наиболее известна её сольными item-номерами в таких песнях как «Chaiyya Chaiyya», «Gur Naalo Ishq Mitha», «Maahi Ve», «Kaal Dhamaal» и «Munni Badnaam Hui».

## Биография
Малаика родилась 23 августа 1973 года в городе Тхане в семье пенджабца Анила, который работал в торговом флоте, и его жены католички Джойси из народа малаяли. Её сестра Амрита также актриса. Их родители развелись, когда ей было одиннадцать лет.
Она окончила школу Свами Вивекананд в городе Чембуре, затем училась до девятого класса в католической средней школе Святого креста. Продолжила образование в колледже Джай Хинд, но не окончила его из-за профессиональной занятости. Жила в районе Борла, рядом с Basant Talkies до начала модельной карьеры.
Малаика была выбрана одной из виджеев MTV India, где она начала свою карьеру, став интервьюером, а затем — соведущей телепрограмм «Love Line» и «Style Check». Затем стала моделью и появлялась во многих рекламах, видеоклипе «Gur Naalo Ishq Mitha» и в 1998 году приняла участие в музыкальном номере на песню «Chaiyya Chaiyya» к фильму «Любовь с первого взгляда».
В 2000-х годах участвовала в item-песнях для разных фильмов и снялась в эпизодических ролях в нескольких кинолентах. В 2008 году вышел фильм «EMI», где она сыграла одну из главных ролей, но фильм провалился в прокате.
В 2010 году был выпущен фильм «Бесстрашный», где она впервые выступала в качестве продюсера (вместе с мужем) и вновь в качестве танцовщицы в песне «Munni Badnaam». 12 марта 2011 года, она помогла установить мировой рекорд вместе с 1235 участниками, исполняющими под эту песню хореографический танец, где она исполняла ведущую роль.

## Личная жизнь
В 1998 году Малаика вышла замуж за актёра, продюсера и режиссёра Арбааза Хана, брата популярного актёра Салмана Хана. У пары есть сын Архаан (род. 9 ноября 2002 года). В начале 2016 года супруги Хан расстались, а позже развелись.

## Фильмография

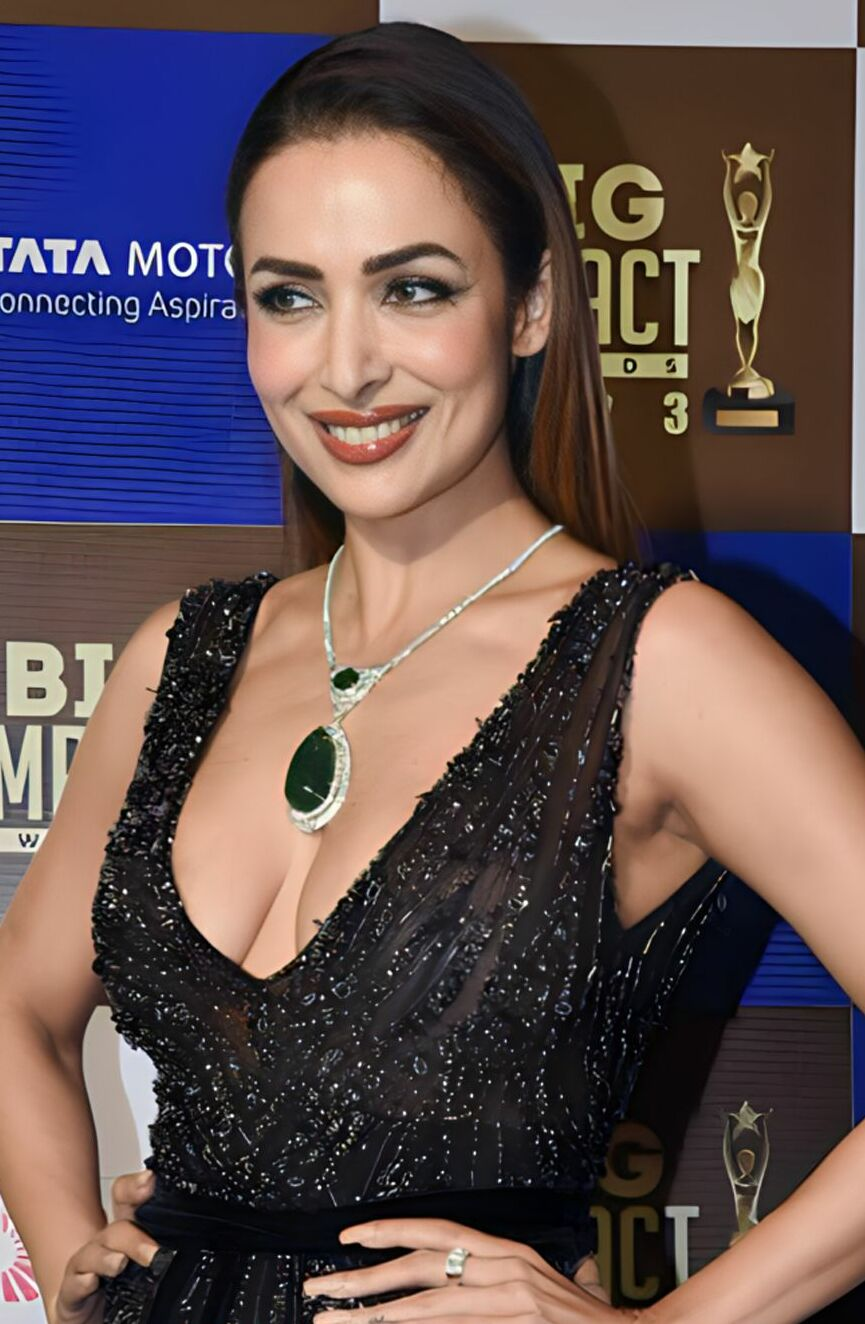
Арора в 2023 году

### В качестве актрисы
| Год  |   | Русское название       | Оригинальное название | Роль                              |
| ---- | - | ---------------------- | --------------------- | --------------------------------- |
| 2000 | ф | Скорпион               | Bichhoo               | Киран (камео)                     |
| 2002 | ф | Чужой среди своих      | Kaante                | Лиза                              |
| 2007 | ф | Когда одной жизни мало | Om Shanti Om          | камео в песне «Deewangi Deewangi» |
| 2008 | ф |                        | EMI                   | Нэнси                             |
| 2010 | ф | Полный дом             | Housefull             | Пуджа (камео)                     |
| 2012 | ф | Полный дом 2           | Housefull 2           | Сарла / Хитал                     |
| 2014 | ф | С Новым годом!         | Happy New Year        | в роли самой себя                 |

### В качестве танцовщицы
- 1998 — «Любовь с первого взгляда» — «Chaiyya Chaiyya»
- 2000 — «Скорпион»[англ.] — «Ekwari Tak Le»
- 2001 — Indian — «Yeh Pyar»
- 2002 — Maa Tujhhe Salaam — «Sone Ke Jaisi Hai Meri Jawaani»
- 2002 — «Чужой среди своих»[англ.] — «Maahi Ve»
- 2005 — «Глаз тигра» — «Kaal Dhamaal»
- 2007 — «Привет, малышка!»[англ.] — «Heyy Babyy»
- 2007 — «Когда одной жизни мало» — «Deewangi Deewangi»
- 2007 — «Добро пожаловать»[англ.] — «Hoth Rasiley»
- 2007 — «Атиди»[англ.] (тел.) — «Rathraina»
- 2010 — Prem Kaa Game[англ.] — «I Wanna Fall Fall in Love»
- 2010 — «Бесстрашный» — «Munni Badnaam Hui»
- 2012 — «Габбар Сингх» (тел.) — «Kevvu Keka»
- 2012 — «Полный дом 2» — «Anarkali Disco Chali»
- 2012 — «Бесстрашный 2» — «Pandey Ji»
- 2015 — «Невеста-плутовка»[англ.] — «Fashion Khatam Mujh Par»
- 2018 — Pataakha[англ.] — «Hello Hello»